# Cinéma hongrois
 Pour plus de détails, voir le corps de l'article.
Cet article traite du cinéma en Hongrie.

## 1896-1918: les précurseurs
Les premiers films, documentaires, tournés en Hongrie, en 1896, pour la célébration du Millénaire, sont perdus.
Le premier film hongrois est réalisé en 1901 par Béla Zsitkovszky, documentaire sur la conférence Urania.
Les dix premières années du   

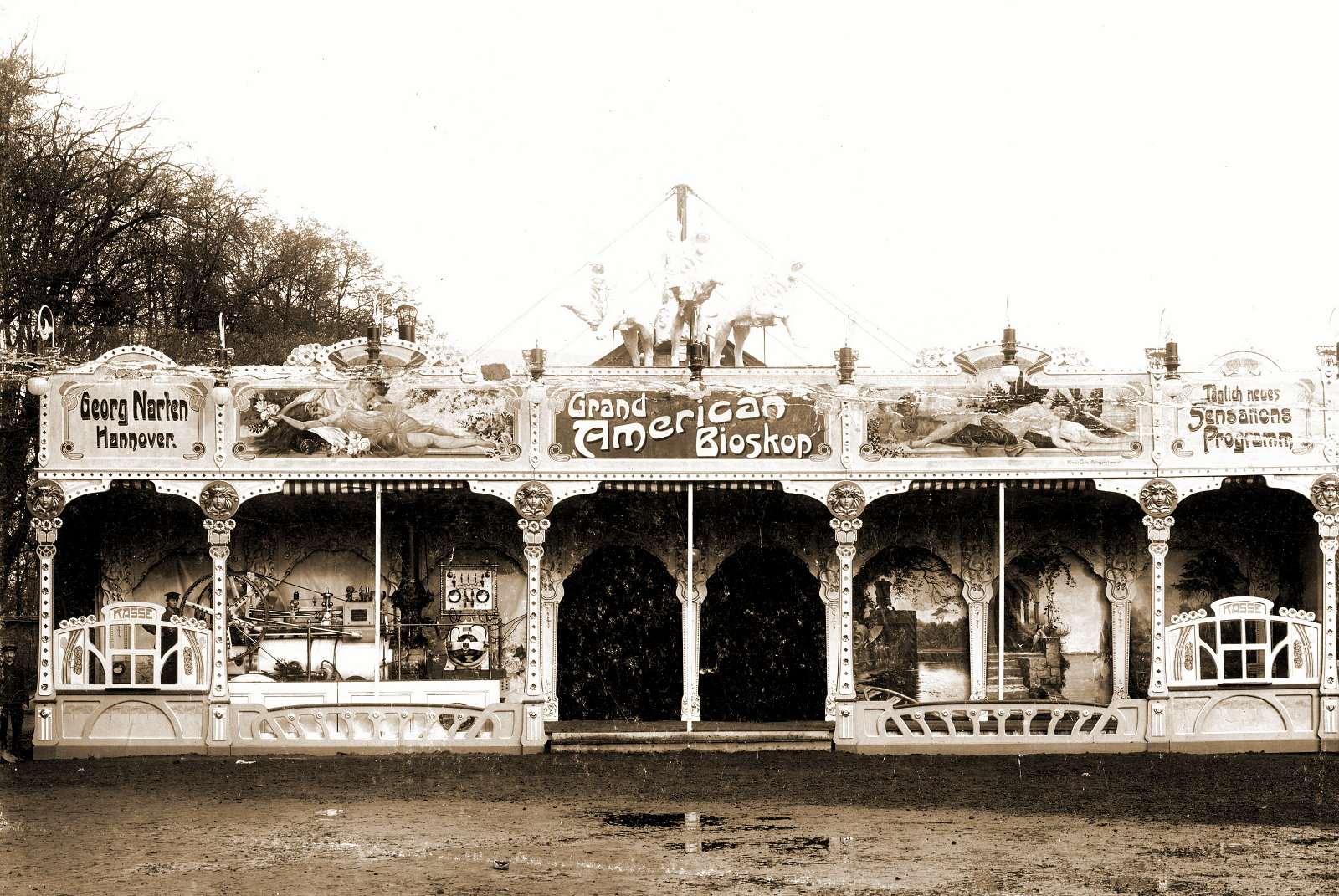
Bioskop en 1902

cinéma hongrois permettent la création de 270 salles de cinéma.  
La première compagnie cinématographique un peu ambitieuse, Hunnia, est fondée en 1911
La production monte : 25 films en 1915, 47 en 1916, 75 en 1917, 102 en 1918.
Parmi les précurseurs du cinéma hongrois :
- Béla Zsitkovszky (1867-1930)
- Ödön Uher
- Oszkár Damó
- Jenő Janovics (1872-1945)
- Miklós Pásztory (1875-1922), The Village Rogue (1922)
- Alfréd Deésy (1877-1961)
- Márton Garas (1881-1930, Garas Márton)
- Béla Balázs (1884-1949)
- Béla Balogh (1885-1945)
- Michael Curtiz (1886-1962) (Mihály Kertész, Aujourd'hui et demain (1912)
- Károly Lajthay (1886-1945)
- Alexander Korda (1893-1956) (Sándor Korda)
- Pál Sugár

## 1918-1948
Durant la brève (133 jours) République démocratique hongroise (1918-1919), 31 films sont réalisés, par Alexander Korda, Béla Balogh, Damó Oscar, Janocich Eugene. La courte République des conseils de Hongrie (1919) est suivie par la brève République de Hongrie (1919-1920), puis par le Royaume de Hongrie (1920-1946). Durant les années 1920, le cinéma hongrois disparait quasiment. Puis le cinéma sonore relance la production : 27 films en 1936, 37 en 1937, 34 en 1938.
- Viktor Gertler (1901-1969), la sœur de Mary, Marika (1938)
- Andrew Marton (1904-1992), Catégorie:Films réalisés par Andrex Marton (en)
- Ladislas Vajda (1906-1965), Trois Dragons.
- Paul Fejos (1897-1963), Douches de printemps
- Laszlo Kalmar (1900-1980), Printemps mortel (1939), Danko Pista (1940), Les Amours d'un tzigane (1941)
- Béla Gaál (1893-1945), Anniversaire, Meseauto (1934)
- István Székely (1899-1979), Hyppolit, a lakáj (1931)
- Márton Keleti (1905-1973), L'Institutrice (A tanítónő, 1945)

La Deuxième République (Hongrie) (1946-1949) peut encore être optimiste.
- Géza von Radványi (1907-1986), Valahol Európában (1947, Quelque part en Europe)

## 1948-1989
La République populaire de Hongrie redéfinit les codes.

En 1950, sort le premier film hongrois en couleur : Les Trois Vengeances de Ludas Matyi de Kálmán Nádasdy et László Ranódy.
- Éva Balla-Falus (1913-1966)
- Frigyes Bán (1902-1969)
- Márton Keleti (1905-1973)
- Zoltán Várkonyi (1912-1979), Különös ismertetőjel (1955), Zoltán Kárpáthy (1966), Egri csillagok (1968)
- Zoltán Fábri (1917-1994)
- Félix Máriássy (1919-1975)
- Miklós Jancsó (1921-2014)
- Károly Makk (1925-2017), Amour (1971), Jeux de chat (1972)
- Márta Mészáros (1931-), Les Héritières (1980)
- István Gaál (1933-2007), Les Faucons (1970), Paysage mort (1972)
- Gyula Maár (1934-2013), Où êtes-vous madame Déry ? (1975)
- János Rózsa (1937-), Jeunesse rêveuse (1974)
- Judit Elek (1937-), La Fête de Maria (1984), Mémoires d'un fleuve (1990)
- István Szabó (1938-), Méphisto (1981), Colonel Redl (1985)
- Gábor Bódy (1946-1985)

## Depuis 1990
La Troisième République, depuis 1989, redonne vie à une cinématographie hongroise exigeante.
Les plus célèbres réalisateurs hongrois actuels sont :  
- Károly Makk (1925-), Magyar rekviem (1991), Le Joueur (1997), A Long Weekend in Pest and Buda (Egy hét Pesten és Budán, 2003)
- Márta Mészáros (1931-), A magzat (Le Fœtus, 1994), La Septième Demeure (1996)...
- István Szabó (1938-), La Tentation de Vénus (1991), Chère Emma (1992)...
- Lajos Koltai (1946-), Être sans destin (2005)
- Béla Tarr (1955-), Le Tango de Satan (1994), Les Harmonies Werckmeister (2001), L'Homme de Londres (2007), Le Cheval de Turin (2011)
- Ildikó Enyedi (1955-), Mon XXe siècle (1989), Simon le mage (1999), Corps et Âme (2017), L'Histoire de ma femme (2021)
- Can Togay (en) (1955-)[1] (1955-), Vonat (2009), A nyaraló (1992), Un hiver au bout du monde (1999)
- Nimród Antal (1973-), Kontroll (2003), Predators (2010)
- György Pálfi (1974-), Taxidermie (2006)
- László Nemes (1977-), Le Fils de Saul (2015), Sunset (2018)
- Endre Hules[2],[3], The Maiden Danced to Death (2011)
- Kornél Mundruczó

## Personnalités
- Réalisateurs hongrois
- Liste de réalisateurs hongrois (en)
- Scénaristes hongrois
- Animateurs hongrois
- (en) Acteurs et actrices de cinéma hongrois

## Institutions

### Festivals
- Festival international du film de Miskolc (Jameson CineFest)
- Semaine hongroise du cinéma (de)
- Liste de festivals de cinéma en Hongrie (de)
- Kecskemét Animation Film Festival (en)

### Récompenses
- Prix Béla-Balázs, Csapnivaló Awards